# Uummannaq
Uummannaq [ˈuːˌmːanːɑq] (nach alter Rechtschreibung Ũmánaĸ, Bedeutung auf Deutsch etwa „der Robbenherzförmige“) ist eine grönländische Stadt im Distrikt Uummannaq in der Avannaata Kommunia.

## Lage
Uummannaq liegt auf der Südspitze einer gleichnamigen Insel im Uummannap Kangerlua. Auf ihr befindet sich der markante 1175 m hohe herzförmige Berg Uummannaq, der der Insel und dem Ort ihren Namen gegeben hat. Die nächstgelegenen Siedlungen sind Qaarsut 20 km westlich und Saattut 24 km nordöstlich.

## Geschichte

### Vor der Kolonialzeit
Archäologische Funde zeigen, dass die Gegend bereits seit Tausenden von Jahren bewohnt war. Auf dem Festland einige Kilometer südlich fand man 1972 in Qilakitsoq mehrere etwa 500 Jahre alte Mumien, die heute im Grönländischen Nationalmuseum in Nuuk ausgestellt sind. Vor der Kolonialzeit war die Insel sowohl an der Ost- als auch an der Westküste besiedelt.

### 18. Jahrhundert

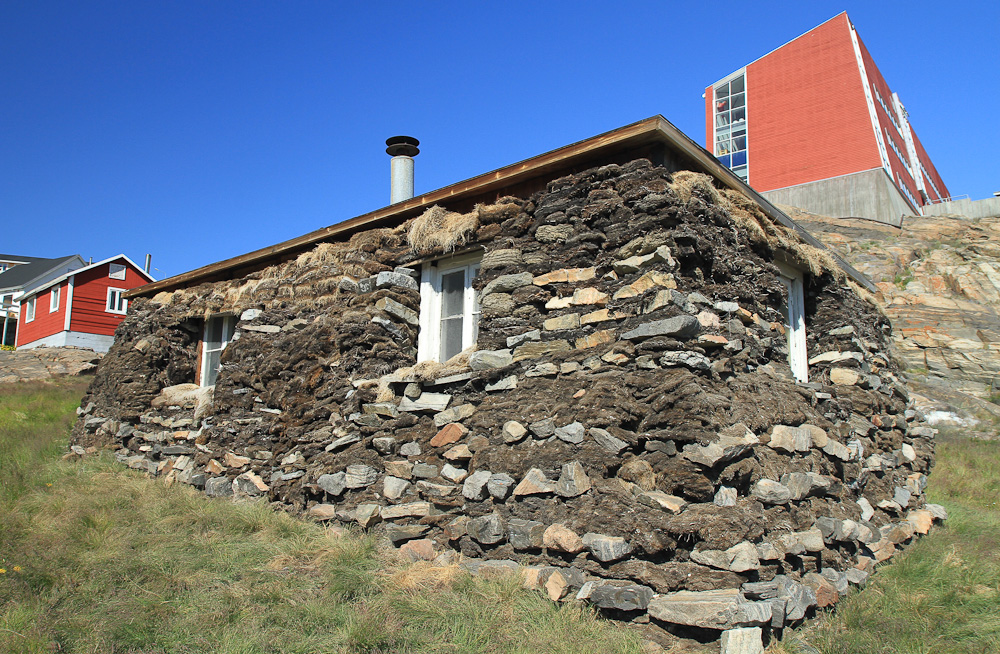
Ein klassisches Torfmauerhaus in Uummannaq. Dieses ist jünger und stammt aus dem Jahr 1925. (2010)

Am 7. April 1761 wurde angeordnet die von Johan Henrik Bruun unter der Leitung von Carl Dalager gegründete Kolonie in Nuussuaq wegen der schlechten Lage 90 km gen Osten nach Uummannaq zu verlegen. Dafür wurden das Wohnhaus, das Provianthaus und das Speckhaus im Jahr 1763 aus Nuussuaq nach Uummannaq versetzt. Das Wohnhaus war so klein, dass der Assistent 1765 zu seiner grönländischen Frau ziehen musste, damit der neue Missionar Platz hatte. Um 1775 wurde eine Schulkapelle errichtet. 1777 wurde ein neues Provianthaus errichtet und das alte zur Missionarswohnung umfunktioniert.
In den 1770er Jahren war die Kolonie wirtschaftlich wenig erfolgreich, was der großen zu ernährenden Bevölkerung und schlechten Jagderträgen geschuldet war. Anfang der 1780er Jahre erwog man die Kolonie aufzugeben, aber durch den aufkommenden Garnfang kam es zu einem wirtschaftlichen Aufschwung, durch den die Kolonie bald zu den wichtigsten Orten Nordgrönlands gehörte.
Trotz des arktischen Klimas betrieben der Kaufmann und der Missionar in den 1780er Jahren einen Garten, in dem sie Grünkohl, Wurzelgemüse, Spinat und Kresse anbauten.
1787 standen in Uummannaq bereits ein 74 m² großes Stockwerkwohnhaus für Kaufmann und Assistent, ein Stockwerkhaus für die Mannschaft, ein Provianthaus und Speckhaus, jeweils als Fachwerkbau, eine Böttcherei, eine Brauerei, eine Schmiede, ein Kohlehaus und zwei Materialhäuser, die alle als Torfmauerhäuser erbaut worden waren. 1789 waren ein Kaufmann, ein Assistent, ein Böttcher, ein Zimmermann, zwei Köche und vier Arbeiter angestellt. Anfang der 1790er Jahre wurden die ersten Udsteder angelegt und der Handel wurde weiter ausgebaut. 1796 bestand die Mannschaft schon aus einem Zimmermann, drei Böttchern, zwei Köchen, einem Schmied und sechs Arbeitern. Das alte Provianthaus, das jetzt als Missionarswohnung diente, maß nur 35 m² und war undicht und sehr kalt und bereits drei Missionarsgattinnen waren darin erkrankt und gestorben. 1794 wurde die Missionarswohnung aus Upernavik nach Uummannaq gebracht und ersetzte das alte Gebäude, das nun als Mannschaftshaus diente. 1804 wurde ein neues Speckhaus gebaut.
1793 lebten 58 Menschen in der Kolonie. 1798 war die Einwohnerzahl auf 70 Personen gestiegen. 1805 hatte Uummannaq 69 Einwohner. Uummannaq ist der Herkunftsort der grönländischen Familien Hammond, Leibhardt, Ramsøe und Fleischer.

### 19. Jahrhundert

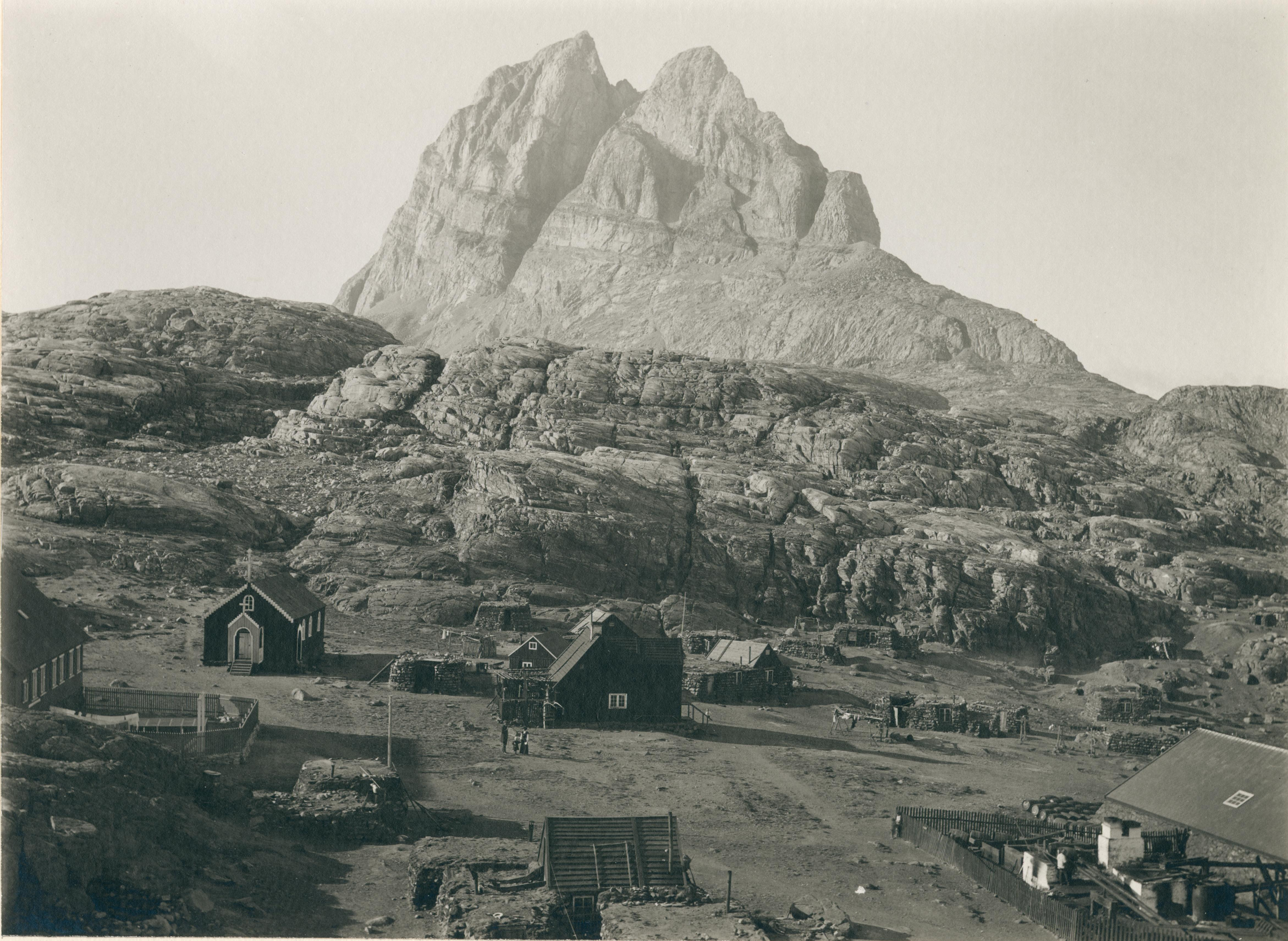
Historische Ansicht von Uummannaq mit dem Berg im Hintergrund (um 1900)

Während des Krieges von 1807 bis 1814 erreichte sechs Jahre lang kein Schiff die Kolonie. Die meisten Udsteder mussten aufgegeben werden und wie überall in Grönland kam der Handel zum Erliegen.
1835 wurde eine 75 m² große Kirche gebaut, die die rund 60 Jahre alte Schulkapelle ablöste. Wenig später erhielt die Kolonie um 1840 auch eine neue Schule. 1849 lebten 127 Menschen in Uummannaq, verteilt auf sechs bis sieben Häuser. Ab 1892 wurde die frühere Missionarswohnung als Schule genutzt, bevor um 1920 ein weiteres Mal eine neue Schule errichtet wurde. 1905 lebten neben den dänischen Kolonisten 191 Grönländer in Uummannaq.

### 20. Jahrhundert
1911 wurde Uummannaq Hauptort einer Gemeinde, zu der noch der Wohnplatz Sermiarsuit gehörte. Dem Gemeinderat gehörten drei Männer an. Die Gemeinde lag im 9. Landesratswahlkreis Nordgrönlands. Uummannaq war zudem der Sitz einer Kirchengemeinde und auch der Oberkatechet des Distrikts hatte seinen Sitz hier. Seit 1905 war Uummannaq zudem Sitz eines Distriktsarztes.
1915 lebten 12 Dänen und 206 Grönländer in der Kolonie. Der Bevölkerung gehörten 23 Angestellte, 25 Jäger und 5 Fischer an. Die Grönländer lebten zu diesem Zeitpunkt in 35 Häusern. Daneben befanden sich in der Kolonie an öffentlichen Gebäuden die Kirche von 1835, die seit 1892 als solche genutzte Schule, die Pastorenwohnung von 1895, das Krankenhaus von 1880, die Arztwohnung von 1907, ein Provianthaus von 1856, ein Laden mit Proviantlager von 1861, ein Magazin von 1853, zwei Schuppen für Kohle und Fässer von 1886 und 1901, ein Petroleumshaus von 1908, ein Pulverhaus von 1873, ein Speckhaus mit Trankocherei von 1860, eine Böttcher- und Zimmererwerkstatt von 1852, eine Schmiede aus demselben Jahr, eine Bäckerei von 1848, eine Brauerei, die Kolonialverwalterwohnung von 1871, die Wohnung des Handelsassistenten von 1910 und das Mannschaftshaus von 1904.
Die Umgebung von Uummannaq war der Drehort für den Film SOS Eisberg des Filmpioniers Arnold Fanck aus den Jahren 1932/1933. In den Hauptrollen spielten Leni Riefenstahl, Sepp Rist, Ernst Udet, Gibson Gowland und Walter Riml. Parallel hierzu entstand Nordpol – Ahoi! von Regisseur Andrew Marton unter Mitwirkung von Guzzi Lantschner und Walter Riml; die weibliche Hauptrolle war mit Jarmila Marton besetzt. Der Film gilt als Parodie auf SOS Eisberg und fand bei seiner Premiere begeisterte Kritiken, ist aber trotz intensiver weltweiter Suche in verschiedenen Archiven bis heute verschollen.
1921 wurden ein neuer Laden, eine Bäckerei, eine Post und eine neue Schule gebaut, die ab 1934 auch über eine Bibliothek verfügte. 1926 wurde ein Kinderkrankenhaus errichtet. 1933 wurde die Kirche abgerissen und an derselben Stelle nach zweijähriger Bauzeit 1935 die neue Kirche eingeweiht. Von 1938 bis 1941 wurde ein neues Krankenhaus mit 33 Betten errichtet. 1940 wurde ein Selbstbedienungsladen eröffnet. 1949 wurde eine Fischfabrik für die Verarbeitung von Heilbutt eröffnet.
1950 wurde Uummannaq zum Sitz der neuen Gemeinde Uummannaq, der nach Anzahl an zugehörigen Dörfern zweitgrößten Grönlands nach der Gemeinde Upernavik.
Mit dem Bau eines Kraftwerks wurde Uummannaq 1950 elektrifiziert. 1953 wurde eine zweite Schule errichtet. In der zweiten Hälfte der 1950er Jahre wurde ein Versammlungsgebäude mit Kino errichtet. 1958 wurde eine Feuerwehrstation gebaut. 1963 wurde ein Schwimmbad eröffnet. 1964/65 wurde ein Kindergarten eröffnet und 1967 ein Altenheim. 1969 wurde erneut ein neuer Laden errichtet sowie eine neue Bäckerei, weswegen die alte in einen Kiosk umgewandelt wurde.
Bei der Verwaltungsreform 2009 wurde die Gemeinde Uummannaq in die Qaasuitsup Kommunia eingegliedert und seit 2018 ist Uummannaq Teil der Avannaata Kommunia.

## Liste der Kolonialangestellten bis 1921

### Kolonialverwalter
Folgende Personen waren bis 1921 als Kolonialverwalter in Uummannaq tätig.
- 1758–1770: Johan Henrik Bruun
- 1770–1778: Johan Christopher Hammond
- 1778–1780: Nikolaj Daniel Muus
- 1780–1782: Jørgen Arnkiel
- 1782–1787: Nikolaj Daniel Muus
- 1788–1789: Peter Lorentz Bang
- 1789–1790: Johann Friederich Lammerssen
- 1790–1793: Frederik Christian Kragstedt
- 1793–1799: Peter Nicolai Randulff
- 1799–1803: Otte Rosenstand
- 1803–1808: Nicolai Julius Rasmussen
- 1808–1820: Ole Adolf Winding
- 1820–1851: Hans Mossin Fleischer
- 1851–1870: Einar Hansen
- 1870–1880: Eduard Gaspar Boye
- 1880–1891: Anthon Frederik Søren Møldrup
- 1891–1894: Otto Alexander Juncker
- 1894–1899: Hjalmar Christian Reinholdt Knuthsen
- 1899–1900: Louis Victor Mathiesen
- 1900–1902: Johan Carl Joensen
- 1902–1903: Johan Christian Evensen
- 1903–1913: Louis Victor Mathiesen
- 1913–1914: Einar Andersen
- ab 1914:00. Johannes Otto Frederik Mathiesen

### Missionare und Pastoren
Uummannaq hatte bis 1921 folgende Missionare und Pastoren. Von 1799 bis 1817 war Uummannaq ein Teil der Kirchengemeinde des Koloniedistrikts Jakobshavn, ebenso wie von 1828 bis 1831 und 1877 bis 1894. Von 1867 bis 1876 lebte der Missionar ebendort, ohne dass Uummannaq kirchlich der Kolonie Jakobshavn direkt unterstellt war. Von 1885 bis 1895 hingegen war ein ordinierter Oberkatechet unterhalb der Kolonie Jakobshavn mit der kirchlichen Leitung der Kolonie Uummannaq betraut.
- 1765–1771: Jonas Gill
- 1771–1777: Peder Rasmussen
- 1777–1783: Christian Gjerløff
- 1783–1792: Peter Andreas von Cappelen
- 1792–1797: Hans Peter Jansen
- 1797–1799: Andreas Ostermann
- 1817–1823: Hans Peter Jansen
- 1823–1828: Hans Peter Johannes Beldring
- 1831–1837: Johan Christian Vilhelm Funch
- 1837–1845: Morten Fabricius Dan Hammer
- 1845:–0000 Christian Godske (interim)
- 1845–1846: Morten Fabricius Dan Hammer
- 1846–1855: Bernhard Ludvig Christian Haase
- 1855–1858: Niels Peter Simonsen
- 1858–1867: Christian Ulrich Top Mielche
- 1867–1870: Nikolaj Edinger Balle
- 1870–1872: Osvald Vilhelm Bøggild
- 1875–1876: Christian Vilhelm Rasmussen
- 1876–1877: Christian Vilhelm Rasmussen
- 1885–1889: Erneĸ Jens Lars Johan Berthelsen (Oberkatechet)
- 1890–1895: Hans Andreas Jakob Theophilus Hansen (Oberkatechet)
- 1894–1903: Hans Georg Baadsgaard
- 1903–1907: Rasmus Sørensen
- 1907–1909: Erik Jespersen
- 1909–1911: Rasmus Jørgen Nielsen
- ab 1911:00. Rasmus Sørensen

### Ärzte
Uummannaq wurde 1905 als Arztdistrikt aus dem nordgrönländischen Arztdistrikt ausgegliedert.
- ab 1905: Alfred Leopold Bertelsen

## Wirtschaft
Vor der offiziellen Gründung war Uummannaq ein Walfängerort, da das Meer hier reich an Narwalen und Belugas ist. Mit der Kolonialisierung ging eine Konzentrierung auf die Robbenjagd einher. Heute ist die Fischerei von größter Bedeutung in Uummannaq. Neben Schwarzem Heilbutt werden auch in kleinerem Umfang Gestreifter Seewolf, Rotbarsch, Kabeljau, Seehasen und Lodden gefischt und in der ansässigen Fischfabrik von Royal Greenland verarbeitet. In Uummannaq spielt zudem der Tourismus eine größere Rolle. Für Touristen werden unter anderem Hundeschlittenfahrten und Walbeobachtungen angeboten. Die Umgebung ist außerdem für Wander- und Klettertouristen interessant. Zudem fand ab 1999 bei Uummannaq regelmäßig die Eisgolf-Weltmeisterschaft statt.

## Infrastruktur und Versorgung

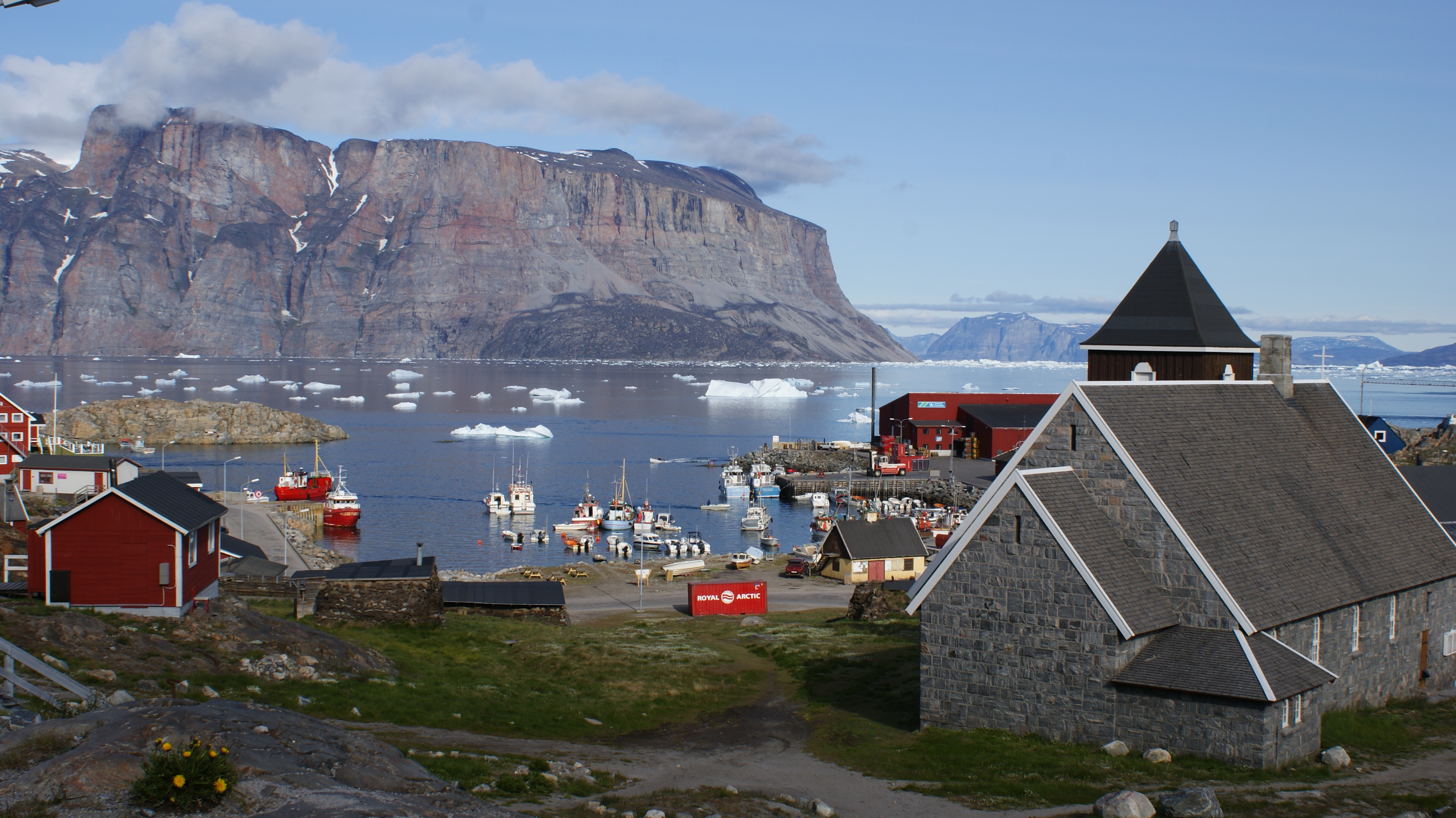
Der Hafen von Uummannaq mit der Kirche im Vordergrund (2009)

Der Hafen von Uummannaq liegt im Südosten der Stadt und besteht aus zwei kleineren Kais bei einer Wassertiefe von etwa 4,20 m. An der Küste befinden sich zudem mehrere Anlegestellen für kleinere Fischerboote. Das Meer ist von Juni bis Dezember befahrbar. Auf der kleinen bergigen Insel gibt es keinen Platz für einen Flughafen, weswegen der Flughafen für die Region 1999 in Qaarsut angelegt wurde. Von dort aus führt eine Helikopterverbindung zum Heliport Uummannaq. Das ausgebaute Straßennetz in Uummannaq ist größtenteils asphaltiert.
Nukissiorfiit versorgt den Ort über ein Kraftwerk mit Strom und mittels Wasserleitungen von den beiden Seen Tasersuaq und Tasersuaq Qulleq mit Trinkwasser. Ölöfen gewährleisten die Wärmeversorgung. Der Müll wird im Norden der Stadt deponiert und verbrannt und das Abwasser ins Meer geleitet. TELE Greenland ist für die Telekommunikation im Ort zuständig.

## Bebauung

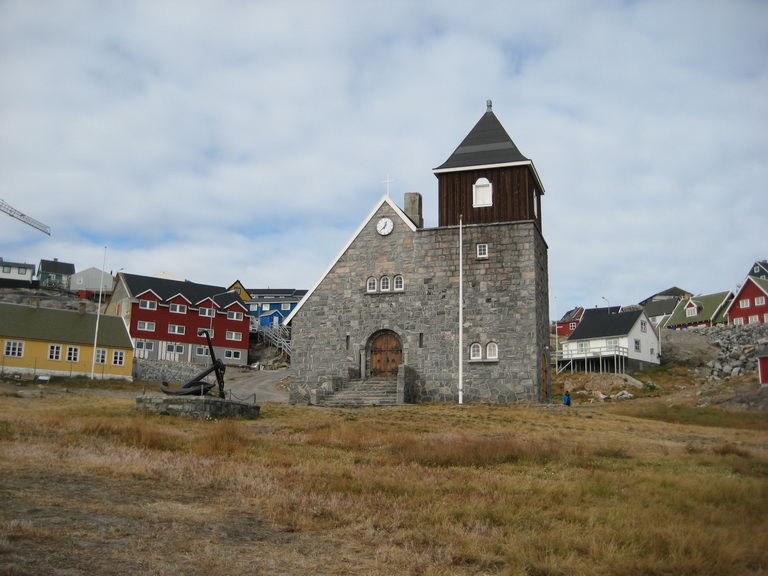
Die Kirche von Uummannaq (2008)

Uummannaq hat einen Kindergarten mit Kinderkrippe und ein Kinderheim. Das von der Färingerin Ann Andreasen geleitete Kinderheim ist sehr bekannt und unter anderem zentraler Bestandteil des Spielfilms Inuk. In Deutschland wurde bereits zahlreich darüber berichtet. Die Edvard Krusep Atuarfia unterrichtet etwa 250 Schüler bis zur zehnten Klasse und beherbergt auch die Bibliothek und einen Jugendtreff. Uummannaq hat eine Niederlassung des Berufszentrums Piareersarfik und ist Sitz der Piniarnermut Aalisarnermullu Ilinniarfik, der grönländischen Jagd- und Fischereischule. Für die ältere Bevölkerung gibt es das Altenheim Utoqqaat Illuat. In der Stadt gibt es zudem ein Krankenhaus und eine Zahnarztpraxis, ein Kommunalbüro, eine Polizeistation, eine Feuerwehrstation, mehrere Kneipen, Cafés oder Bars, drei Läden, darunter eine Pilersuisoq-Filiale. Uummannaqs historischer Stadtkern mit den Bauten aus der Kolonialzeit ist erhaltenswürdig. Insgesamt befinden sich 28 erhaltenswürdige Gebäude in der Stadt. Zudem ist die 1935 vom dänischen Architekten Helge Bojsen-Møller errichtete Feldsteinkirche aus Granit als Wahrzeichen der Stadt und größte Steinkirche des Landes als Baudenkmal geschützt. Seit 1989 gilt Uummannaq in Dänemark als Wohnort des Weihnachtsmanns und in der Stadt befindet sich deswegen sein offizielles Wohnhaus.

## Sport
In Uummannaq sind zwei Fußballvereine beheimatet. Der FC Malamuk Uummannaq gehört zu den Vereinen mit den meisten Teilnahmen an der Schlussrunde der Grönländischen Fußballmeisterschaft und konnte 2004 grönländischer Fußballmeister werden. 1968 wurde UB-68 Uummannaq gegründet, der sich vor allem in den 1980er Jahren mehrfach für die Schlussrunde qualifizieren konnte.

## Söhne und Töchter
- Tobias Mørch (1840–1916), Katechet und Pastor
- Johan Henningsen (1876–1952), Landesrat
- Pavia Pollas (1885–?), Landesrat
- Nikolaj Hansen (1892–1935), Landesrat
- Jørgen Johansen (1905–?), Landesrat
- Elisabeth Johansen (1907–1993), Landesrätin
- Kristian Johansen (1915–1958), Landesrat
- Hans Johansen (1928–?), Richter und Landesrat
- Frederik Kristensen (1952–2021), Maler, Bildhauer, Musiker und Dichter
- Juaaka Lyberth (* 1952), Musiker und Schriftsteller
- Jens Lars Fleischer (* 1960), Politiker (Siumut)
- Anne-Lise Løvstrøm (* 1960), Künstlerin und Lehrerin
- Karl Frederik Danielsen (* 1971), Politiker (Siumut) und Lehrer
- Marie Fleischer (* 1980), Politikerin und Unternehmerin

## Bevölkerungsentwicklung
Die Bevölkerungszahl von Uummannaq stieg bis in die 1990er Jahre auf etwa 1500 Personen an und ist seither wieder rückläufig. Erst im Sommer 2017 stieg die Einwohnerzahl sprunghaft an, als die Stadt den Großteil der Bewohner der beim Tsunami im Karrat-Fjord zerstörten und evakuierten Siedlungen Nuugaatsiaq und Illorsuit aufnehmen musste.